# Max Dessoir
Pour les articles homonymes, voir Dessoir.
Max Dessoir (né Max Dessauer le 8 février 1867 à Berlin et mort le 19 juillet 1947 à Königstein im Taunus) est un philosophe, médecin, psychologue et historien de l'art allemand.

## Biographie
Le père de Max Dessoir était l'acteur Ludwig Dessoir. Max Dessoir reçut son doctorat de philosophie en 1889 à Berlin et son doctorat de médecine en 1892 à Wurtzbourg. En 1897, il obtint une chaire de professeur en psychologie à l'université Humboldt de Berlin. Ses principaux sujets d'enseignement étaient l'esthétique et la psychologie. Il dut cesser de professer en 1933 lorsque les nazis le bannirent de l'enseignement ; en l'interdisant aussi de publication en 1940, ils le privèrent de toute activité. Il se retira alors à Königstein.
Il avait épousé en 1889 la chanteuse de lieds et d'oratorios Susanne Triepel (en). Dans ses mémoires, Dessoir se qualifie lui-même de quarteron de Juif.

## Travaux

### Esthétique
Tenu pour un philosophe néo-kantien, Max Dessoir fonda et édita durant plusieurs années le Zeitschrift für Ästhetik und allgemeine Kunstwissenschaft, « Revue d'esthétique et de connaissance générale de l'Art » et il publia l'ouvrage Ästhetik und allgemeine Kunstwissenschaft, « Esthétique et connaissance générale de l'Art » dans lequel il postula cinq formes esthétiques primitives : le Beau, le Sublime, le Tragique, le Laid et le Comique. Il œuvra pour la création d'une Esthétique scientifique.

### Psychologie
Dans la ligne de pensée de Frederick Myers puis, à un moindre titre, de Pierre Janet, Dessoir publie en 1890 Der Doppel-Ich « Le double-Moi », décrivant l'esprit comme divisé en deux instances, chacune disposant de ses propres liens associatifs – sa propre chaîne mémorielle. Il considère qu'une sous-conscience émerge lors d'épisodes tels que les rêves, l'hypnose et le dédoublement de la personnalité. Ses idées furent reprises par Freud et développées par Otto Rank dans son étude sur le Doppelgänger.
Dans un article de 1884, Dessoir publia une description de l'évolution de l'instinct sexuel, de l'indifférenciation à la différenciation, qui fut développée par Albert Moll. Freud fit siennes les idées de Dessoir dans Trois essais sur la théorie de la sexualité.

### L'invention de la parapsychologie
Dessoir porta un grand intérêt aux phénomènes psychologiques anormaux, rares mais non pathologiques. En 1917, il publia Vom Jenseits der Seele, « De ce côté-ci de l'âme », réédité six fois de 1930 à 1968, où il s'impliquait fortement pour l'étude des phénomènes psychologiques anormaux et l’idéalisme magique,,.
Il analysa de façon méthodique et critique les nombreuses séances spirites auxquelles il avait assisté. Il désirait fonder une discipline psychologique qui étudierait ces phénomènes d'une façon rationnelle, dégagée du spiritisme, de la théosophie, de l'occultisme et de l'anthroposophie de Rudolph Steiner. Parmi les phénomènes ignorés par la psychologie classique que Dessoir entendait étudier, on compte :
- l'hypnose ;
- le somnambulisme ;
- les facultés médiumniques (dialogue avec les morts, localisation de personnes disparues…) ;
- les perceptions extra-sensorielles : prémonition, précognition ;
- la télépathie ;
- le dédoublement de la personnalité ;
- la psychocinése et la télécinése.

Pour présenter ses idées, il usa d'un artifice rhétorique : il publia sous le pseudonyme de Ludwig Brunn, deux articles : « Le fétichisme en amour », Deutsches Montagsblatt, Berlin, août 1888, puis « Le prophète » dans la revue Sphinx de mars 1889. Ces deux articles soutenaient les thèses positivistes de Cesare Lombroso : les phénomènes psychiques sont soit normaux, soit pathologiques et il n'y a pas de place pour une qualification intermédiaire ; ainsi, on ne peut distinguer entre le génie et le fou criminel : tous deux sont des cas pathologiques.
Dessoir répondit à ces articles qu'il avait lui-même écrits dans la revue Sphinx de juillet 1889,,,. C'est dans cette publication qu'il diffusa le terme parapsychologie qu'il utilisait dans sa correspondance depuis 1887 :
« 
Le mot n'est pas joli, mais d'après moi il a l'avantage d'étiqueter de façon concise un domaine auparavant sans nom à mi-chemin entre le normal et l'anormal ou pathologique, et, après tout, on ne demande pas plus à un tel néologisme qu'une utilité pratique.
Nous dirons donc que la parapsychologie envisage trois sortes de manifestations : celles que l'on considère comme des écarts à la norme, au-dessus ou au-dessous de celle-ci, ou celles se trouvant dans une zone frontière entre les deux et qui peuvent dériver vers les unes ou vers les autres.
 »
— Max Dessoir, in Sphinx, juillet 1889

## Œuvres

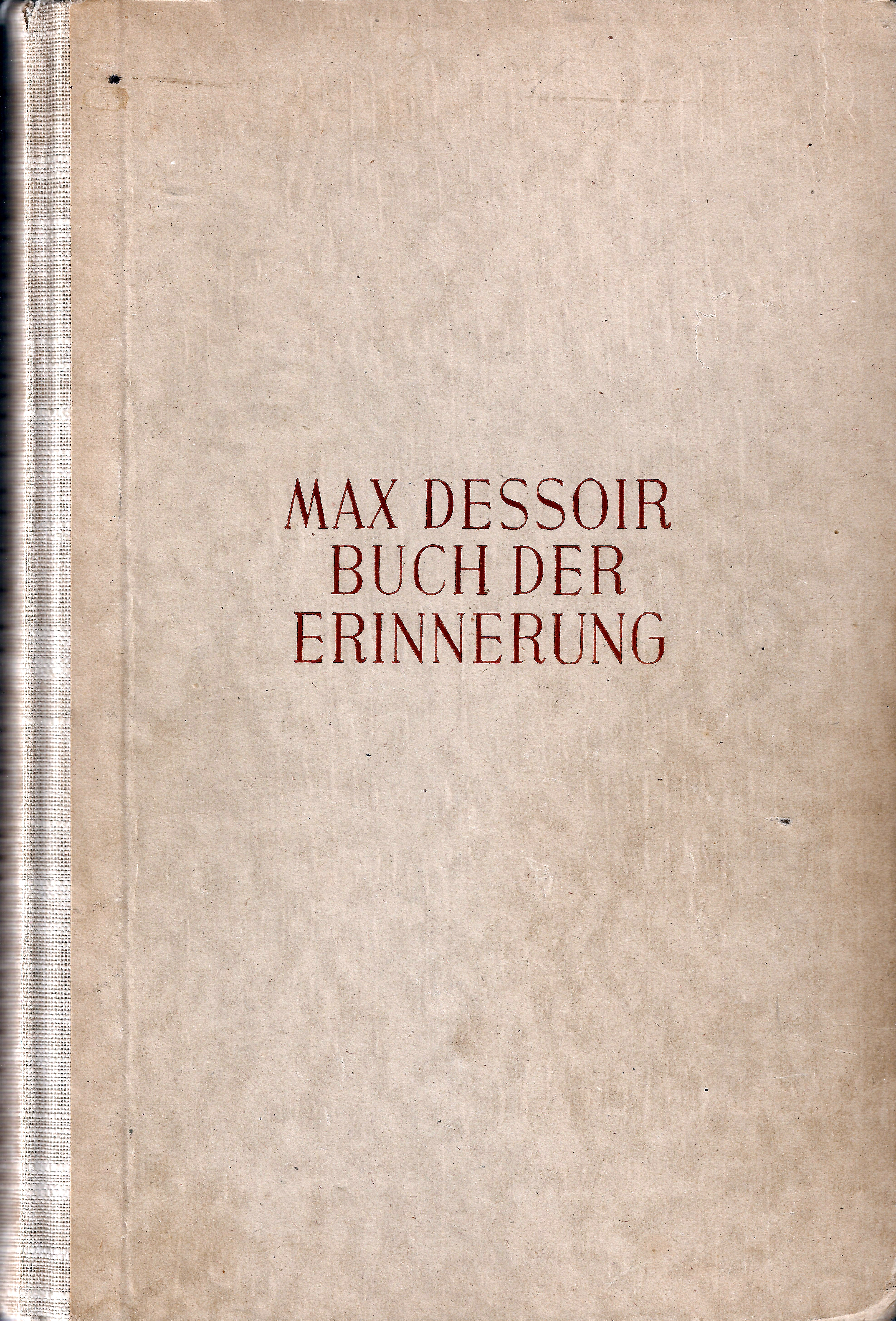
Mémoires de Dessoir, Stuttgart, 1947.

Les textes de Max Dessoir sont encore hors du domaine public. Toutefois, certains sont déjà disponibles en ligne.
- Das Doppel-Ich, Ernst Günthers Verlag, Leipzig 1896. Traduction française « Le double-moi » lisible sur ce site : Histoire de la folie ;
- Geschichte der neueren deutschen Psychologie, Duncker, Berlin 1902. « Histoire de la psychologie allemande », nombreuses revues et critiques disponibles sur le web ;
- Das Unterbewusstsein. « L'inconscient ». Secrétariat du Congrès international de psychologie, Paris, 1909. Résumé critique lisible sur Gallica.
- Abriss einer Geschichte der Psychologie, Winter, Heidelberg 1911. « Esquisse d'une histoire de la psychologie ».
- Kriegspsychologische Betrachtungen, Hirzel, Leipzig 1916. « Considérations sur la psychologie de guerre ».
- Vom Diesseits der Seele, Psychologische Briefe, Dürr & Weber, Leipzig 1923. « De ce côté-ci de l'âme, lettres psychologiques », texte hors du domaine public.
- Ästhetik und allgemeine Kunstwissenschaft, in den Grundzügen, Ferdinand Enke, Stuttgart 1923. « Fondements de l'esthétique et de l'histoire de l'art »
- Beiträge zur allgemeinen Kunstwissenschaft, Ferdinand Enke, Stuttgart 1929. « Contributions à la science générale de l'art ».
- Einleitung in die Philosophie, Ferdinand Enke, Stuttgart 1946. « Introduction à la philosophie ».
- Buch der Erinnerung. Ferdinand Enke, Stuttgart 1947. « Mémoires ».

### Publications posthumes
- Die Rede als Kunst, Erasmus-Verlag, München 1948. « L'art du discours ».
- Psychologische Briefe, Wedding-Verlag, Berlin 1948. « Lettres psychologiques ».
- Das Ich, der Traum, der Tod, Ferdinand Enke, Stuttgart 1951. « Le Moi, le Rêve, la Mort ».
- Die Geschichte der Philosophie, Fourier, Wiesbaden 1981,  (ISBN 3-921695-51-1). « L'histoire de la philosophie ».
- Vom Jenseits der Seele, die Geheimwissenschaft in kritischer Betrachtung, Löwit, Wiesbaden 1979. « De ce côté-ci de l'âme, les sciences occultes dans une réflexion critique ».